# Iridophanes pulcherrimus
Dácnis-meleiro-de-colar ou saí-de-colar-amarelo (Iridophanes pulcherrimus) é uma espécie de ave da família Thraupidae. É a única espécie do género Iridophanes.
Pode ser encontrada nos seguintes países: Colômbia, Equador e Peru.
Os seus habitats naturais são: regiões subtropicais ou tropicais húmidas de alta altitude e florestas secundárias altamente degradadas.